# واين كومر
واين كومر (بالإنجليزية: Wayne Comer)‏ هو لاعب كرة قاعدة أمريكي، ولد في 3 فبراير 1944 في شناندوا في الولايات المتحدة.

## وصلات خارجية
- واين كومر على موقع دوري كرة القاعدة الرئيسي (الإنجليزية)
- واين كومر على موقعبيزبول رفرنس.كوم (الدوري الرئيسي) (الإنجليزية)
- واين كومر على موقعبيزبول رفرنس.كوم (الدوري الثانوي) (الإنجليزية)
- واين كومر على موقع إي إس بي إن.كوم (أم.أل.بي) (الإنجليزية)
- واين كومر على موقع مشجعي الرسوم البيانية (الإنجليزية)